# Yinon Azulai

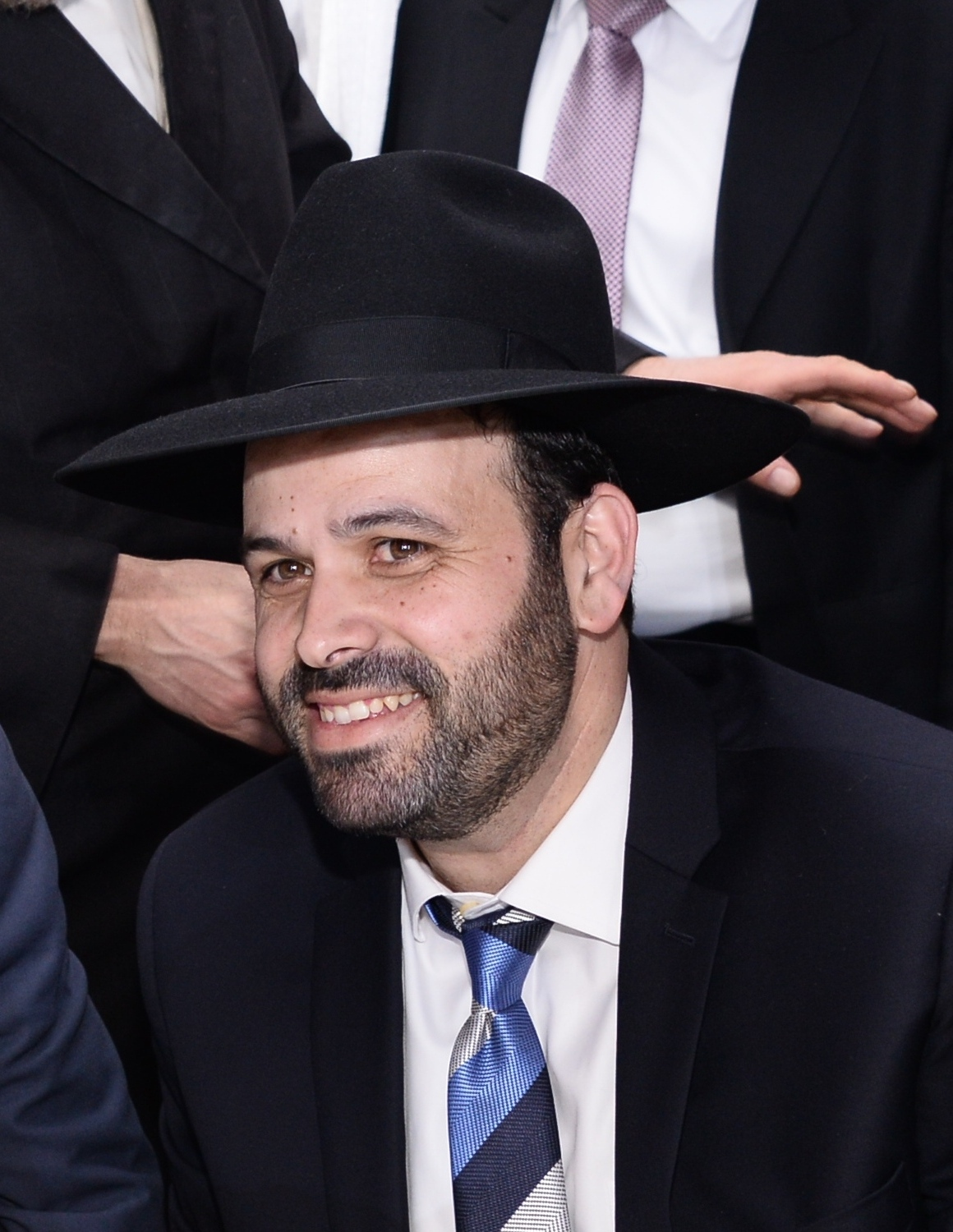
Yinon Azulai (2017)

Yinon Azulai (hebräisch ינון אזולאי, geboren am 10. Juli 1979 in Israel) ist ein israelischer Politiker der charedischen Schas-Partei und Mitglied der Knesset, dem Parlament seines Heimatlandes. Er ist ein Sohn des im Oktober 2018 verstorbenen langjährigen Knessetabgeordneten und Ministers David Azulai.
Yinon Azulai hatte bei der Wahl 2015 ebenfalls für einen Sitz in der Knesset kandidiert, allerdings erfolglos. Nachdem sein Vater aus gesundheitlichen Gründen sein Mandat niedergelegt hatte, konnte Azulai am 14. März 2018 für ihn ins Parlament nachrücken. Zuvor hatten mehrere auf der Shas-Liste vor ihm liegende Parteikollegen auf ihren Anspruch auf das Mandat verzichtet. Bei der Wahl zur 21. Knesset im April 2019 konnte Azulai seinen Parlamentssitz verteidigen.
Yinon Azulai ist verheiratet, hat fünf Kinder und lebt in Aschdod.